# 皮魯利爾山脈
皮魯利爾山脈（西班牙語：Cordillera de Pirulil），是智利的山脈，位於該國中南部湖大區，處於奇洛埃島南部，屬於智利海岸山脈的一部分，該山脈海拔高度254米。